# Egipt na Letnich Igrzyskach Olimpijskich 2024
Egipt na Letnich Igrzyskach Olimpijskich 2024 – reprezentacja Egiptu na Letnich Igrzyskach Olimpijskich 2024, które zostały rozegrane w dniach 26 lipca – 11 sierpnia 2024 roku w Paryżu, liczyła 148 zawodników.

## Zdobyte medale
Reprezentanci Egiptu na Letnich Igrzyskach Olimpijskich 2024 zdobyli łącznie 3 medale:
| Medal  | Zawodnik         | Dyscyplina           | Konkurencja       | Rezultat | Data        |
| ------ | ---------------- | -------------------- | ----------------- | -------- | ----------- |
| Złoto  | Ahmed El-Gendy   | Pięciobój nowoczesny | mężczyźni         | 1555     | 10 sierpnia |
| Srebro | Sara Ahmed       | Podnoszenie ciężarów | -81 kg            | 268      | 10 sierpnia |
| Brąz   | Mohamed El-Sayed | Szermierka           | indywidualnie (m) | 8-7      | 28 lipca    |

## Boks
| Zawodnik          | Konkurencja | 1/16              | 1/8                   | Ćwierćfinał      | Półfinał         | Finał            | Finał   | Źródło |
| Zawodnik          | Konkurencja | Przeciwnik Wynik  | Przeciwnik Wynik      | Przeciwnik Wynik | Przeciwnik Wynik | Przeciwnik Wynik | Miejsce | Źródło |
| ----------------- | ----------- | ----------------- | --------------------- | ---------------- | ---------------- | ---------------- | ------- | ------ |
| Omar Elawady      | -71 kg (m)  | —                 | Moʻydinxoʻjayev P 0-5 | NQ               | NQ               | NQ               | 9.      | [ 4 ]  |
| Abdelrahman Oraby | -80 kg (m)  | —                 | Allahverdiyev P 0-5   | NQ               | NQ               | NQ               | 9.      | [ 5 ]  |
| Yomna Ayyad       | -54 kg (k)  | Uktamova P (w.o.) | NQ                    | NQ               | NQ               | NQ               | 17.     | [ 6 ]  |

## Gimnastyka

### Gimnastyka sportowa
| Zawodnik     | Konkurencja    | Wynik  | Pozycja | Źródła |
| ------------ | -------------- | ------ | ------- | ------ |
| Omar Mohamed | skoki mężczyzn | 12,533 | 18.     | [ 7 ]  |

### Gimnastyka artystyczna
| Zawodniczka                                                           | Konkurencja            | Kwalifikacje | Kwalifikacje | Kwalifikacje | Kwalifikacje | Finał | Finał | Finał | Finał   | Pozycja | Źródła |
| Zawodniczka                                                           | Konkurencja            | P            | OM           | Razem        | Pozycja      | P     | OM    | Razem | Pozycja | Pozycja | Źródła |
| --------------------------------------------------------------------- | ---------------------- | ------------ | ------------ | ------------ | ------------ | ----- | ----- | ----- | ------- | ------- | ------ |
| Lamar Behairi Johara Eldeeb Farida Hussein Abeer Ramadan Amina Sobeih | wielobój drużynowy (k) | 30,850       | 25,050       | 55,900       | 14.          | NQ    | NQ    | NQ    | NQ      | 14.     | [ 8 ]  |

| Zawodniczka | Konkurencja               | Kwalifikacje | Kwalifikacje | Kwalifikacje | Kwalifikacje | Kwalifikacje | Kwalifikacje | Finał | Finał | Finał | Finał | Finał | Finał   | Pozycja | Źródła |
| Zawodniczka | Konkurencja               | O            | P            | M            | W            | Razem        | Pozycja      | O     | P     | M     | W     | Razem | Pozycja | Pozycja | Źródła |
| ----------- | ------------------------- | ------------ | ------------ | ------------ | ------------ | ------------ | ------------ | ----- | ----- | ----- | ----- | ----- | ------- | ------- | ------ |
| Aliaa Saleh | wielobój indywidualny (k) | 28,700       | 28,150       | 27,850       | 27,000       | 111,700      | 23.          | NQ    | NQ    | NQ    | NQ    | NQ    | NQ      | 23.     | [ 9 ]  |

### Skoki na trampolinie
| Zawodnik    | Konkurencja | Eliminacje | Eliminacje | Finał  | Finał   | Pozycja | Źródło |
| Zawodnik    | Konkurencja | Punkty     | Pozycja    | Punkty | Pozycja | Pozycja | Źródło |
| ----------- | ----------- | ---------- | ---------- | ------ | ------- | ------- | ------ |
| Malak Hamza | kobiety     | 9,650      | 16.        | NQ     | NQ      | 16.     | [ 10 ] |

## Judo
| Zawodnik               | Konkurencja | 1/16 finału       | 1/8 finału       | Ćwierćfinał      | Półfinał         | Repasaże         | Finał / 3. miejsce | Finał / 3. miejsce | Źródła |
| Zawodnik               | Konkurencja | Przeciwnik Wynik  | Przeciwnik Wynik | Przeciwnik Wynik | Przeciwnik Wynik | Przeciwnik Wynik | Przeciwnik Wynik   | Pozycja            | Źródła |
| ---------------------- | ----------- | ----------------- | ---------------- | ---------------- | ---------------- | ---------------- | ------------------ | ------------------ | ------ |
| Hesham Makabr          | -60 kg (m)  | McKenzie P 00-10  | NQ               | NQ               | NQ               | NQ               | NQ                 | 17.                | [ 11 ] |
| Youssry Samy           | -60 kg (m)  | Ariunbold P 00-10 | NQ               | NQ               | NQ               | NQ               | NQ                 | 17.                | [ 11 ] |
| Abdelrahman Abdelghany | -81 kg (m)  | Djalo P 00-01     | NQ               | NQ               | NQ               | NQ               | NQ                 | 17.                | [ 12 ] |

## Kajakarstwo
| Zawodnik    | Konkurencja   | Eliminacje | Eliminacje | Ćwierćfinały | Ćwierćfinały | Półfinały | Półfinały | Finał A/B | Finał A/B | Pozycja | Źródło |
| Zawodnik    | Konkurencja   | Czas       | Pozycja    | Czas         | Pozycja      | Czas      | Pozycja   | Czas      | Pozycja   | Pozycja | Źródło |
| ----------- | ------------- | ---------- | ---------- | ------------ | ------------ | --------- | --------- | --------- | --------- | ------- | ------ |
| Samaa Ahmed | K-1 500 m (k) | 2:18,52    | 7.         | 2:14,39      | 7.           | NQ        | NQ        | NQ        | NQ        | 29.     | [ 13 ] |

## Kolarstwo
| Zawodnik             | Konkurencja      | Scratch | Scratch | Wyścig tempowy | Wyścig tempowy | Wyścig eliminacyjny | Wyścig eliminacyjny | Wyścig punktowy | Wyścig punktowy | Wyścig punktowy | Suma punktów | Pozycja | Źródło |
| Zawodnik             | Konkurencja      | Miejsce | Punkty  | Miejsce        | Punkty         | Miejsce             | Punkty              | Sprint          | Okrążenia       | Miejsce         | Suma punktów | Pozycja | Źródło |
| -------------------- | ---------------- | ------- | ------- | -------------- | -------------- | ------------------- | ------------------- | --------------- | --------------- | --------------- | ------------ | ------- | ------ |
| Youssef Abouelhassan | Omnium mężczyźni | 22.     | -39     | 22.            | 1              | 15.                 | 12                  | 0               | -40             | DNF             | -66          | 22.     | [ 14 ] |
| Ebtissam Mohamed     | Omnium kobiety   | 11.     | 20      | 21.            | 1              | 14.                 | 14                  | 0               | -20             | 16.             | 15           | 21.     | [ 15 ] |

## Lekkoatletyka
| Zawodnik         | Konkurencja        | Kwalifikacje | Kwalifikacje | Finał | Finał   | Źródło |
| Zawodnik         | Konkurencja        | Wynik        | Miejsce      | Wynik | Miejsce | Źródło |
| ---------------- | ------------------ | ------------ | ------------ | ----- | ------- | ------ |
| Mohamed Khalifa  | Pchnięcie kulą (m) | 19,27        | 25.          | NQ    | NQ      | [ 16 ] |
| Mostafa Hassan   | Pchnięcie kulą (m) | 19,70        | 20.          | NQ    | NQ      | [ 16 ] |
| Mostafa El Gamel | Rzut młotem (m)    | 70,09        | 30.          | NQ    | NQ      | [ 17 ] |
| Moustafa Mahmoud | Rzut oszczepem (m) | 74,87        | 29.          | NQ    | NQ      | [ 18 ] |
| Ihab Abdelrahman | Rzut oszczepem (m) | 72,98        | 30.          | NQ    | NQ      | [ 18 ] |
| Esraa Owis       | Skok w dal (k)     | 6,20         | 29.          | NQ    | NQ      | [ 19 ] |

## Łucznictwo
| Zawodnik               | Konkurencja       | Runda rankingowa | Runda rankingowa | 1/32 finału      | 1/16 finału      | 1/8 finału       | Ćwierćfinały     | Półfinały        | Finał            | Finał   | Źródło        |
| Zawodnik               | Konkurencja       | Wynik            | Miejsce          | Przeciwnik Wynik | Przeciwnik Wynik | Przeciwnik Wynik | Przeciwnik Wynik | Przeciwnik Wynik | Przeciwnik Wynik | Pozycja | Źródło        |
| ---------------------- | ----------------- | ---------------- | ---------------- | ---------------- | ---------------- | ---------------- | ---------------- | ---------------- | ---------------- | ------- | ------------- |
| Jana Ali               | Indywidualnie (k) | 573              | 63.              | Su-hyeon P 1-7   | NQ               | NQ               | NQ               | NQ               | NQ               | 33.     | [ 20 ] [ 21 ] |
| Youssof Tolba          | Indywidualnie (m) | 624              | 62.              | Unruh P 0-6      | NQ               | NQ               | NQ               | NQ               | NQ               | 33.     | [ 22 ]        |
| Youssof Tolba Jana Ali | mikst             | 1197             | 27.              | —                | —                | NQ               | NQ               | NQ               | NQ               | 27.     | [ 23 ] [ 24 ] |

## Pięciobój nowoczesny
| Zawodnik           | Konkurencja | Szermierka      | Szermierka | Szermierka | Pływanie | Pływanie | Pływanie | Jazda konna | Jazda konna | Kombinacja: strzelanie/bieg przełajowy | Kombinacja: strzelanie/bieg przełajowy | Kombinacja: strzelanie/bieg przełajowy | Suma punktów | Pozycja | Źródło |
| Zawodnik           | Konkurencja | Wynik (wygrane) | M.         | Punkty     | Czas     | M.       | Punkty   | M.          | Punkty      | Czas                                   | M.                                     | Punkty                                 | Suma punktów | Pozycja | Źródło |
| ------------------ | ----------- | --------------- | ---------- | ---------- | -------- | -------- | -------- | ----------- | ----------- | -------------------------------------- | -------------------------------------- | -------------------------------------- | ------------ | ------- | ------ |
| Ahmed El-Gendy     | Mężczyźni   | 24              | 1          | 245        | 1:59,30  | 6        | 312      | 6           | 300         | 10:02,47                               | 11                                     | 698                                    | 1555 ·       | złoto   | [ 1 ]  |
| Mohanad Shaban     | Mężczyźni   | 20              | 8          | 227        | 2:05,35  | 14       | 300      | EL          | 0           | 10:46,68                               | 17                                     | 654                                    | 1181         | 18.     | [ 1 ]  |
| Malak Ismail       | Kobiety     | 17              | 9          | 212        | 2:16,94  | 9        | 277      | 10          | 293         | 11:27,35                               | 11                                     | 613                                    | 1395         | 12.     | [ 25 ] |
| Salma Abdelmaksoud | Kobiety     | 16              | 15         | 205        | 2:13,55  | 5        | 283      | EL          | 0           | 11:44,31                               | 9                                      | 596                                    | 1084         | NQ      | [ 25 ] |

## Piłka nożna
| Konkurencja | Faza grupowa     | Faza grupowa     | Faza grupowa     | Faza grupowa | Ćwierćfinały            | Półfinały        | Finał /mecz o 3. miejsce | Pozycja | Źródło |
| Konkurencja | Przeciwnik Wynik | Przeciwnik Wynik | Przeciwnik Wynik | Pozycja      | Przeciwnik Wynik        | Przeciwnik Wynik | Przeciwnik Wynik         | Pozycja | Źródło |
| ----------- | ---------------- | ---------------- | ---------------- | ------------ | ----------------------- | ---------------- | ------------------------ | ------- | ------ |
| mężczyźni   | Dominikana R 0-0 | Uzbekistan W 1-0 | Hiszpania W 2-1  | 1.           | Paragwaj W 2-1 (k. 5-4) | Francja P 1-3    | Maroko P 0-6             | 4.      | [ 26 ] |

## Piłka ręczna
| Zespół                 | Konkurencja      | Rozgrywki grupowe | Rozgrywki grupowe | Rozgrywki grupowe | Rozgrywki grupowe | Rozgrywki grupowe | Rozgrywki grupowe | Ćwierćfinał      | Półfinał         | Finał/BM         | Pozycja | Źródło |
| Zespół                 | Konkurencja      | Przeciwnik Wynik  | Przeciwnik Wynik  | Przeciwnik Wynik  | Przeciwnik Wynik  | Przeciwnik Wynik  | Pozycja           | Przeciwnik Wynik | Przeciwnik Wynik | Przeciwnik Wynik | Pozycja | Źródło |
| ---------------------- | ---------------- | ----------------- | ----------------- | ----------------- | ----------------- | ----------------- | ----------------- | ---------------- | ---------------- | ---------------- | ------- | ------ |
| reprezentacja mężczyzn | turniej mężczyzn | HUN W 35–32       | DNK P 30–27       | FRA R 26–26       | NOR W 26–25       | ARG w 34–27       | 2.                | ESP P 28–29 p.d. | NQ               | NQ               | 5.      | [ 27 ] |

## Pływanie
| Zawodnik             | Konkurencja             | Eliminacje | Eliminacje | Półfinał | Półfinał | Finał | Finał | Źródło |
| Zawodnik             | Konkurencja             | Czas       | Poz.       | Czas     | Poz.     | Czas  | Poz.  | Źródło |
| -------------------- | ----------------------- | ---------- | ---------- | -------- | -------- | ----- | ----- | ------ |
| Marwan Elkamash      | 800 m st. dowolnym (m)  | 8:07,00    | 27.        | —        | —        | NQ    | NQ    | [ 28 ] |
| Marwan Elkamash      | 1500 m st. dowolnym (m) | DNS        | DNS        | —        | —        | NQ    | NQ    | [ 29 ] |
| Lojine Abdalla Salah | 200 m st. dowolnym (k)  | 2:07,19    | 24.        | NQ       | NQ       | NQ    | NQ    | [ 30 ] |

## Pływanie artystyczne
| Zawodnicy | Konkurencja | Runda techniczna | Runda techniczna | Runda dowolna | Runda dowolna | Układ akrobatyczny | Układ akrobatyczny | Razem    | Miejsce | Źródło |
| Zawodnicy | Konkurencja | Punkty           | Poz.             | Punkty        | Poz.          | Punkty             | Poz.               | Razem    | Miejsce | Źródło |
| --- | ----------- | ---------------- | ---------------- | ------------- | ------------- | ------------------ | ------------------ | -------- | ------- | ------ |
| Nadine Barsoum Hana Hiekal                                                                                     | Duety       | 196,5250         | 16.              | 225,6541      | 14.           | —                  | —                  | 422,1791 | 15.     | [ 31 ] |
| Farida Abdelbary Mariam Ahmed Nadine Barsoum Amina Elfeky Hanna Hiekal Salma Marei Sondos Mohamed Nehal Saafan | Drużyny     | 242,7651         | 9.               | 243,9896      | 10.           | 219,2267           | 9.                 | 705,9814 | 10.     | [ 32 ] |

## Podnoszenie ciężarów
| Zawodnik             | Konkurencja      | Rwanie | Podrzut | Razem | Pozycja | Źródła |
| -------------------- | ---------------- | ------ | ------- | ----- | ------- | ------ |
| Karim Abokahla       | do 89 kg (m)     | 165    | DNF     | DNF   | DNF     | [ 33 ] |
| Abdelrahman El-Sayed | ponad 102 kg (m) | 183    | 233     | 416   | 7.      | [ 34 ] |
| Neama Said           | do 71 kg (k)     | 97     | 125     | 222   | 9.      | [ 35 ] |
| Sara Ahmed           | do 81 kg (k)     | 117    | 151     | 268   | srebro  | [ 2 ]  |
| Halima Abbas         | ponad 81 kg (k)  | 115    | 145     | 260   | 7.      | [ 36 ] |

## Siatkówka

### Siatkówka halowa
| Konkurencja | Faza grupowa     | Faza grupowa     | Faza grupowa     | Faza grupowa | Ćwierćfinały     | Półfinały        | Finał            | Pozycja | Źródło |
| Konkurencja | Przeciwnik Wynik | Przeciwnik Wynik | Przeciwnik Wynik | Pozycja      | Przeciwnik Wynik | Przeciwnik Wynik | Przeciwnik Wynik | Pozycja | Źródło |
| ----------- | ---------------- | ---------------- | ---------------- | ------------ | ---------------- | ---------------- | ---------------- | ------- | ------ |
| Mężczyźni   | Polska P 0-3     | Włochy P 0-3     | Brazylia P 0-3   | 4.           | NQ               | NQ               | NQ               | 12.     | [ 37 ] |

### Siatkówka plażowa
| Zawodnik                        | Konkurencja | Faza grupowa          | Faza grupowa               | Faza grupowa            | Faza grupowa | 1/8 finału       | Ćwierćfinały     | Półfinały        | Finał            | Finał | Źródło |
| Zawodnik                        | Konkurencja | Przeciwnik Wynik      | Przeciwnik Wynik           | Przeciwnik Wynik        | Poz.         | Przeciwnik Wynik | Przeciwnik Wynik | Przeciwnik Wynik | Przeciwnik Wynik | Poz.  | Źródło |
| ------------------------------- | ----------- | --------------------- | -------------------------- | ----------------------- | ------------ | ---------------- | ---------------- | ---------------- | ---------------- | ----- | ------ |
| Marwa Abdelhady Doaa Elghobashy | Kobiety     | Patrícia / Duda P 0-2 | Gottardi / Menegatti P 0-2 | Fernández / Soria P 0-2 | 4.           | NQ               | NQ               | NQ               | NQ               | 19.   | [ 38 ] |

## Skoki do wody
| Zawodnik       | Konkurencja                      | Eliminacje | Eliminacje | Półfinał | Półfinał | Finał | Finał   | Źródło |
| Zawodnik       | Konkurencja                      | Wynik      | Pozycja    | Wynik    | Pozycja  | Wynik | Pozycja | Źródło |
| -------------- | -------------------------------- | ---------- | ---------- | -------- | -------- | ----- | ------- | ------ |
| Maha Amer      | trampolina 3 m indywidualnie (k) | 250,20     | 24.        | NQ       | NQ       | NQ    | NQ      | [ 39 ] |
| Malak Tawfik   | wieża 10 m indywidualnie (k)     | 193,75     | 28.        | NQ       | NQ       | NQ    | NQ      |        |
| Mohamed Farouk | trampolina 3 m indywidualnie (m) | 317,40     | 23.        | NQ       | NQ       | NQ    | NQ      | [ 40 ] |
| Ramez Sobhy    | wieża 10 m indywidualnie (m)     | 266,95     | 26.        | NQ       | NQ       | NQ    | NQ      |        |

## Strzelectwo
| Zawodnik                             | Konkurencja                                  | Kwalifikacje | Kwalifikacje | Finał | Finał   | Źródło |
| Zawodnik                             | Konkurencja                                  | Wynik        | Pozycja      | Wynik | Pozycja | Źródło |
| ------------------------------------ | -------------------------------------------- | ------------ | ------------ | ----- | ------- | ------ |
| Mohamed Hamdy Abdelkader             | Karabin pneumatyczny, 10 m (m)               | 627,8        | 24.          | NQ    | NQ      | [ 41 ] |
| Ibrahim Korayiem                     | Karabin pneumatyczny, 10 m (m)               | 625,3        | 39.          | NQ    | NQ      | [ 41 ] |
| Ibrahim Korayiem                     | Karabin małokalibrowy, trzy postawy, 50m (m) | 576-17x      | 41.          | NQ    | NQ      | [ 42 ] |
| Omar Mohamed                         | Pistolet szybkostrzelny, 25 m (m)            | 576-18x      | 24.          | NQ    | NQ      | [ 43 ] |
| Azmy Mehelba                         | Skeet (m)                                    | 121          | 10.          | NQ    | NQ      | [ 44 ] |
| Omar Ibrahim                         | Skeet (m)                                    | 106          | 29.          | NQ    | NQ      | [ 44 ] |
| Remas Khalil                         | Karabin pneumatyczny, 10 m (k)               | 625,5        | 29.          | NQ    | NQ      | [ 45 ] |
| Mai Magdy Elsayed Abuqarn            | Karabin pneumatyczny, 10 m (k)               | 624,7        | 35.          | NQ    | NQ      | [ 45 ] |
| Hala El-Gohari                       | Pistolet pneumatyczny, 10 m (k)              | 574-15x      | 12.          | NQ    | NQ      | [ 46 ] |
| Nour Abbas Mohammed                  | Pistolet pneumatyczny, 10 m (k)              | DNS          | DNS          | NQ    | NQ      | [ 46 ] |
| Nour Abbas Mohammed                  | Pistolet sportowy, 25 m (k)                  | 568          | 38.          | NQ    | NQ      | [ 47 ] |
| Amira Aboushokka                     | Skeet (k)                                    | 107          | 29.          | NQ    | NQ      | [ 48 ] |
| Maggy Ashmawy                        | Trap (k)                                     | 110          | 27.          | NQ    | NQ      | [ 49 ] |
| Mai Magdy Elsayed Mohamed Abdelkader | Karabin pneumatyczny, 10 m (mikst)           | 626,3        | 11.          | NQ    | NQ      | [ 50 ] |
| Remas Khalil Ibrahim Korayiem        | Karabin pneumatyczny, 10 m (mikst)           | 620,6        | 28.          | NQ    | NQ      | [ 50 ] |

## Szermierka
| Zawodnik                                                | Konkurencja              | 1/32 finału      | 1/16 finału         | 1/8 finału         | Ćwierćfinały                | Półfinały            | Finał/o 3. miejsce          | Finał/o 3. miejsce | Źródło |
| Zawodnik                                                | Konkurencja              | Przeciwnik Wynik | Przeciwnik Wynik    | Przeciwnik Wynik   | Przeciwnik Wynik            | Przeciwnik Wynik     | Przeciwnik Wynik            | Pozycja            | Źródło |
| ------------------------------------------------------- | ------------------------ | ---------------- | ------------------- | ------------------ | --------------------------- | -------------------- | --------------------------- | ------------------ | ------ |
| Ala ad-Din Abu al-Kasim                                 | Floret indywidualnie (m) | BYE              | Iimura P 8-15       | NQ                 | NQ                          | NQ                   | NQ                          | 17.                | [ 51 ] |
| Mohamed Hamza                                           | Floret indywidualnie (m) | BYE              | Jurkiewicz W 15-14  | Llavador W 15-12   | Macchi P 9-15               | NQ                   | NQ                          | 5.                 | [ 51 ] |
| Abdelrahman Tolba                                       | Floret indywidualnie (m) | BYE              | Dósa W 15-14        | Itkin P 8-15       | NQ                          | NQ                   | NQ                          | 9.                 | [ 51 ] |
| Ala ad-Din Abu al-Kasim Mohamed Hamza Abdelrahman Tolba | Floret drużynowo (m)     | —                | —                   | —                  | Stany Zjednoczone · P 25-45 | Polska · P 36-45     | Kanada · P 38-45            | 8.                 | [ 52 ] |
| Ziad El-Sisi                                            | Szabla indywidualnie (m) | BYE              | di Tella W 15-11    | Saron W 15-13      | Szabo W 15-14               | Ferjani P 11-15      | Samele P 12-15              | 4.                 | [ 53 ] |
| Adham Moataz                                            | Szabla indywidualnie (m) | BYE              | Amer P 8-15         | NQ                 | NQ                          | NQ                   | NQ                          | 17.                | [ 53 ] |
| Mohamed Amer                                            | Szabla indywidualnie (m) | BYE              | Moataz W 15-8       | Bazadze W 15-14    | Samele P 13-15              | NQ                   | NQ                          | 5.                 | [ 53 ] |
| Mohamed Amer Ziad El-Sisi Adham Moataz                  | Szabla drużynowo (m)     | —                | —                   | —                  | Francja · P 41-45           | Kanada · W 45-41     | Włochy · P 38-45            | 6.                 | [ 54 ] |
| Mohammed Yasseen                                        | Szpada indywidualnie (m) | BYE              | Minobe P 8-9        | NQ                 | NQ                          | NQ                   | NQ                          | 17.                | [ 3 ]  |
| Mohamed El-Sayed                                        | Szpada indywidualnie (m) | BYE              | Rodríguez W 15-7    | Santarelli W 15-10 | Loyola W 9-8                | Borel P 9-15         | Andrásfi W 8-7              | brąz               | [ 3 ]  |
| Mohamed Mohsen                                          | Szpada indywidualnie (m) | Jurka P 8-15     | NQ                  | NQ                 | NQ                          | NQ                   | NQ                          | 33.                | [ 3 ]  |
| Mohamed El-Sayed Mahmoud Mohsen Mohamed Yasseen         | Szpada drużynowo (m)     | —                | —                   | —                  | Francja · P 39-45           | Kazachstan · P 21-36 | Wenezuela · P 35-41         | 8.                 | [ 55 ] |
| Sara Amr Hossny                                         | Floret indywidualnie (k) | BYE              | Favaretto P 5-15    | NQ                 | NQ                          | NQ                   | NQ                          | 17.                | [ 56 ] |
| Malak Hamza                                             | Floret indywidualnie (k) | BYE              | Sauer P 3-15        | NQ                 | NQ                          | NQ                   | NQ                          | 17.                | [ 56 ] |
| Yara El-Sharkawy                                        | Floret indywidualnie (k) | BYE              | Qianqian 5-15       | NQ                 | NQ                          | NQ                   | NQ                          | 17.                | [ 56 ] |
| Sara Amr Hossny Yara El-Sharkawy Malak Hamza            | Floret drużynowo (k)     | —                | —                   | —                  | Włochy · P 14-45            | Polska · P 21-45     | Chiny · P 18-45             | 8.                 | [ 57 ] |
| Nada Hafez                                              | Szabla indywidualnie (k) | BYE              | Tartakovsky W 15-13 | Ha-young P 7-15    | NQ                          | NQ                   | NQ                          | 9.                 | [ 58 ] |
| Aya Hussein                                             | Szpada indywidualnie (k) | BYE              | Kong P 11-15        | NQ                 | NQ                          | NQ                   | NQ                          | 17.                | [ 59 ] |
| Shirwit Gaber                                           | Szpada indywidualnie (k) | Ehab P 9-15      | NQ                  | NQ                 | NQ                          | NQ                   | NQ                          | 33.                | [ 59 ] |
| Nardin Ehab                                             | Szpada indywidualnie (k) | Gaber W 15-9     | Candassamy P 10-15  | NQ                 | NQ                          | NQ                   | NQ                          | 17.                | [ 59 ] |
| Nardin Ehab Shirwit Gaber Aya Hussein Loulwa Soliman    | Szpada drużynowo (k)     | —                | —                   | —                  | Włochy · P 26-39            | Ukraina · P 24-45    | Stany Zjednoczone · P 30-44 | 8.                 | [ 60 ] |

## Taekwondo
| Zawodnik     | Konkurencja | Kwalifikacje     | 1/8 finału        | Ćwierćfinał      | Półfinał         | Repasaż          | Finał / 3.miejsce | Finał / 3.miejsce | Źródło |
| Zawodnik     | Konkurencja | Przeciwnik Wynik | Przeciwnik Wynik  | Przeciwnik Wynik | Przeciwnik Wynik | Przeciwnik Wynik | Przeciwnik Wynik  | Pozycja           | Źródło |
| ------------ | ----------- | ---------------- | ----------------- | ---------------- | ---------------- | ---------------- | ----------------- | ----------------- | ------ |
| Ahmed Nassar | -68 kg (m)  | BYE              | Alaphilippe P 0-2 | NQ               | NQ               | NQ               | NQ                | 9.                | [ 61 ] |
| Seif Eissa   | -80 kg (m)  | BYE              | Hrnic P 0-2       | NQ               | NQ               | NQ               | NQ                | 9.                | [ 62 ] |

## Tenis stołowy
| Zawodnik                                          | Konkurencja   | Eliminacje              | 1/32 finału           | 1/16 finału      | 1/8 finału          | Ćwierćfinały     | Półfinały        | Finał            | Finał   | Źródło        |
| Zawodnik                                          | Konkurencja   | Przeciwnik Wynik        | Przeciwnik Wynik      | Przeciwnik Wynik | Przeciwnik Wynik    | Przeciwnik Wynik | Przeciwnik Wynik | Przeciwnik Wynik | Pozycja | Źródło        |
| ------------------------------------------------- | ------------- | ----------------------- | --------------------- | ---------------- | ------------------- | ---------------- | ---------------- | ---------------- | ------- | ------------- |
| Omar Assar                                        | Singel (m)    | BYE                     | Rakotoarimanana W 4-1 | Miño W 4-0       | Gierasimienko W 4-2 | Möregårdh P 1-4  | NQ               | NQ               | 5.      | [ 63 ]        |
| Mohamed El-Beiali                                 | Singel (m)    | BYE                     | Redzimski P 0-4       | NQ               | NQ                  | NQ               | NQ               | NQ               | 33.     | [ 63 ]        |
| Mohamed El-Beiali Youssef Abdel-Aziz Khalid Assar | Drużynowo (m) | Chińskie Tajpej · P 0-3 | —                     | —                | —                   | NQ               | NQ               | NQ               | 9.      | [ 64 ]        |
| Dina Meshref                                      | Singel (k)    | BYE                     | M Xiao W 4-1          | Hayata P 0-4     | NQ                  | NQ               | NQ               | NQ               | 17.     | [ 65 ] [ 66 ] |
| Hana Goda                                         | Singel (k)    | BYE                     | Eerland P 0-4         | NQ               | NQ                  | NQ               | NQ               | NQ               | 33.     | [ 65 ] [ 66 ] |
| Dina Meshref Hana Goda Mariam Alhodaby            | Drużynowo (k) | Chiny · P 0-3           | —                     | —                | —                   | NQ               | NQ               | NQ               | 9.      | [ 67 ]        |
| Omar Assar Dina Meshref                           | Mikst         | —                       | —                     | —                | Chiny · P 0-3       | NQ               | NQ               | NQ               | 9.      | [ 68 ]        |

## Tenis ziemny
| Zawodnik     | Konkurencja | 1/32 finału                     | 1/16 finału      | 1/8 finału       | Ćwierćfinały     | Półfinały        | Finał/Mecz o 3. miejsce | Finał/Mecz o 3. miejsce | Źródło |
| Zawodnik     | Konkurencja | Przeciwnik Wynik                | Przeciwnik Wynik | Przeciwnik Wynik | Przeciwnik Wynik | Przeciwnik Wynik | Przeciwnik Wynik        | Pozycja                 | Źródło |
| ------------ | ----------- | ------------------------------- | ---------------- | ---------------- | ---------------- | ---------------- | ----------------------- | ----------------------- | ------ |
| Majar Szarif | Singel (k)  | Wozniacki P 1-2 (6:2, 5:7, 1:6) | NQ               | NQ               | NQ               | NQ               | NQ                      | 33.                     | [ 69 ] |

## Wioślarstwo
| Zawodnik                    | Konkurencja                      | Eliminacje | Eliminacje | Repasaże | Repasaże | Ćwierćfinał | Ćwierćfinał | Półfinał | Półfinał | Finał   | Finał  | Miejsce | Źródło               |
| Zawodnik                    | Konkurencja                      | Czas       | Poz.       | Czas     | Poz.     | Czas        | Poz.        | Czas     | Poz.     | Czas    | Poz.   | Miejsce | Źródło               |
| --------------------------- | -------------------------------- | ---------- | ---------- | -------- | -------- | ----------- | ----------- | -------- | -------- | ------- | ------ | ------- | -------------------- |
| Abdelkhalek El-Banna        | Jedynka (m)                      | 7:05,06    | 3.         | BYE      | BYE      | 7:18,59     | 6.          | 7:02,76  | 4.       | 6:58,44 | 3. (D) | 21.     | [ 70 ]               |
| Ahmed Abdelaal Mohamed Kota | Dwójka podwójna wagi lekkiej (m) | 7:20,92    | 5.         | 7:14,95  | 5.       | —           | —           | BYE      | BYE      | 6:37,92 | 4. (C) | 16.     | [ 71 ] [ 72 ] [ 73 ] |

## Zapasy
| Zawodnik                            | Konkurencja             | Kwalifikacje     | 1/8 finału            | Ćwierćfinał        | Półfinał         | Repasaż          | Finał / 3.miejsce | Finał / 3.miejsce | Źródło |
| Zawodnik                            | Konkurencja             | Przeciwnik Wynik | Przeciwnik Wynik      | Przeciwnik Wynik   | Przeciwnik Wynik | Przeciwnik Wynik | Przeciwnik Wynik  | Pozycja           | Źródło |
| ----------------------------------- | ----------------------- | ---------------- | --------------------- | ------------------ | ---------------- | ---------------- | ----------------- | ----------------- | ------ |
| Mumin Ahmad Rabi Muhammad           | Klasyczny do 60 kg (m)  | BYE              | Liguo P 2-6           | NQ                 | NQ               | Rodríguez P 1-12 | NQ                | 10.               | [ 74 ] |
| Muhammad Ibrahim as-Sajjid Ibrahim  | Klasyczny do 67 kg (m)  | —                | Cəfərov P 0-9         | NQ                 | NQ               | NQ               | NQ                | 15.               | [ 75 ] |
| Mahmud Abd ar-Rahman                | Klasyczny do 77 kg (m)  | —                | Vardanyan P 0-9       | NQ                 | NQ               | NQ               | NQ                | 14.               | [ 76 ] |
| Muhammad Mustafa Mutawalli          | Klasyczny do 87 kg (m)  | —                | Tursynow P 1-10       | NQ                 | NQ               | NQ               | NQ                | 14.               | [ 77 ] |
| Muhammad Ali as-Sajjid Dżabr        | Klasyczny do 97 kg (m)  | —                | Kadżaia W 6-1         | Chasłachanow W 4-1 | Saravi P 0-6     | BYE              | Dżuzupbekow P 1-2 | 5.                | [ 78 ] |
| Abd al-Latif Muhammad Ahmad         | Klasyczny do 130 kg (m) | —                | Bakır W 3-1 (F)       | Acosta P 1-2       | NQ               | Miłow W 6-4      | Lingzhe P 2-5     | 5.                | [ 79 ] |
| Dżamal Abd an-Nasir Hanafi Muhammad | Wolny do 57 kg (m)      | —                | Cruz P 1-4 (F)        | NQ                 | NQ               | NQ               | NQ                | 14.               | [ 80 ] |
| Amr Rida Ramadan Husajn             | Wolny do 74 kg (m)      | BYE              | Feng P 4-14           | NQ                 | NQ               | NQ               | NQ                | 12.               | [ 81 ] |
| Mustafa Ali as-Sajjid Dżabr         | Wolny do 97 kg (m)      | —                | Jergali P 2-6         | NQ                 | NQ               | NQ               | NQ                | 12.               | [ 82 ] |
| Dija ad-Din Kamal Dżauda            | Wolny do 125 kg (m)     | —                | Meszwildiszwili P 0-4 | NQ                 | NQ               | NQ               | NQ                | 13.               | [ 83 ] |
| Nada Madani Aszur Abd Allah         | Do 50 kg (k)            | —                | Ziqi P 2-7 (F)        | NQ                 | NQ               | NQ               | NQ                | 11.               | [ 84 ] |

## Żeglarstwo
| Zawodnik       | Konkurencja  | Wyścig | Wyścig | Wyścig | Wyścig | Wyścig | Wyścig | Wyścig | Wyścig | Wyścig | Wyścig | Wyścig | Wyścig | Wyścig | Punkty | Finałowa pozycja | Źródło |
| Zawodnik       | Konkurencja  | 1      | 2      | 3      | 4      | 5      | 6      | 7      | 8      | 9      | 10     | 11     | 12     | M*     | Punkty | Finałowa pozycja | Źródło |
| -------------- | ------------ | ------ | ------ | ------ | ------ | ------ | ------ | ------ | ------ | ------ | ------ | ------ | ------ | ------ | ------ | ---------------- | ------ |
| Aly Badawy     | Laser        | 37     | 40     | 38     | 36     | 41     | 41     | 29     | 39     | —      | —      | —      | —      | NQ     | 301    | 41.              | [ 85 ] |
| Khouloud Mansy | Laser radial | 40     | 36     | 31     | 39     | 41     | 41     | 35     | 40     | 36     | —      | —      | —      | NQ     | 339    | 39.              | [ 86 ] |